# ARINC 424
ARINC 424 — рекомендуемый стандарт авиационной промышленности для формата и содержания файлов аэронавигационных данных, используемых при подготовке баз данных для аэронавигационных систем.
Доступный для всех стандартный формат ARINC-424 достаточно устойчивый, хотя и постоянно совершенствуется с учётом уровня развития наземного и бортового оборудования, а также с изменением правил аэронавигационного обеспечения полётов. До настоящего времени было сделано 19 изменений (редакций) формата.
Поэтому полное наименование формата записывается следующим образом: «ARINC-424-19»
Одна из предыдущих — 17 версия была опубликована 31 августа 2004 года. Модернизация версий осуществляется рабочей группой экспертов, в которую входят представители различных организаций: Jeppesen, Lufthansa Systems, Honeywell и других.
Формат предназначен для хранения и обмена аэронавигационной информацией в цифровом виде. Фиксированный размер записи (строки), фиксированное расположение элементов записи (полей) делает формат удобным для различного рода машинной обработки. Аэронавигационная информация, записанная в данном формате, передаётся в виде текстового файла с фиксированной длиной каждой записи, равной 132 символам ASCII-кода. Каждая запись состоит из отдельных полей, количество и длина которых зависят от вида информации, представленной в конкретной записи. Запись может иметь пропущенные или незаполненные поля. Пропущенные поля — это резерв для дальнейшего совершенствования формата, а незаполненные поля указывают на отсутствие по каким-либо причинам конкретной аэронавигационной информации.